# Big band
Big band é uma expressão da língua inglesa que indica um grande grupo instrumental associado ao jazz. Esse tipo de formação foi muito popular dos anos 20 aos anos 50, período que conhecido como a Era do Swing. É uma das formações musicais mais usadas pelos artistas de jazz.
Uma big band consiste, basicamente, de 12 a 25 músicos e contém primordialmente 4 naipes de instrumentos: os saxofones (2 saxofones altos - 1°e 3° sax altos; 2 saxofones tenores - 2° e 4° sax tenores; e 1 saxofone barítono - 5° sax barítono. Ocasionalmente 1 ou 2 saxofones sopranos), os trompetes, e trombones (3 trombones tenores e 1 trombone baixo), e a 'cozinha', é como é denominada nas big bands o naipe que executa predominantemente a base harmônica do grupo, e é formado de: guitarra, bateria, baixo ou contrabaixo, e piano. Algumas big bands usam um terceiro naipe em sua formação que a amplia na execução harmônica e também em alguns solos, o naipe de cordas, composto de: violino, viola, violoncelo, e contrabaixo. Algumas Big Bands podem ainda admitir outros instrumentos como flauta, clarinete e instrumentos de percussão que variam de uma banda a outra dependendo do estilo e arranjo musical. Os termos banda de jazz, orquestra de jazz e dance band, também são usados.
As músicas tocadas pelas big bands possui, geralmente, arranjos mais elaborados, muito frequentemente sendo previamente preparados e escritos em partituras. Ali, os solos e improvisações são executados nos momentos determinados no arranjo. 
É das Big Bands também que provém a expressão band leader, que é assim chamado o artista no qual influencia toda a banda, que se inspira e o segue, por exemplo: na linguagem e dinâmica ao interpretar certas frases da musica. Esse artista geralmente é o 1º trompetista.
Dentre as maiores big bands estão, por exemplo, as dos artistas: Maynard Ferguson, Dizzy Gillespie, Count Basie, Duke Ellington, Glenn Miller, Benny Goodman, Frank Sinatra